# فرانسیسکو هرناندز د تولدو

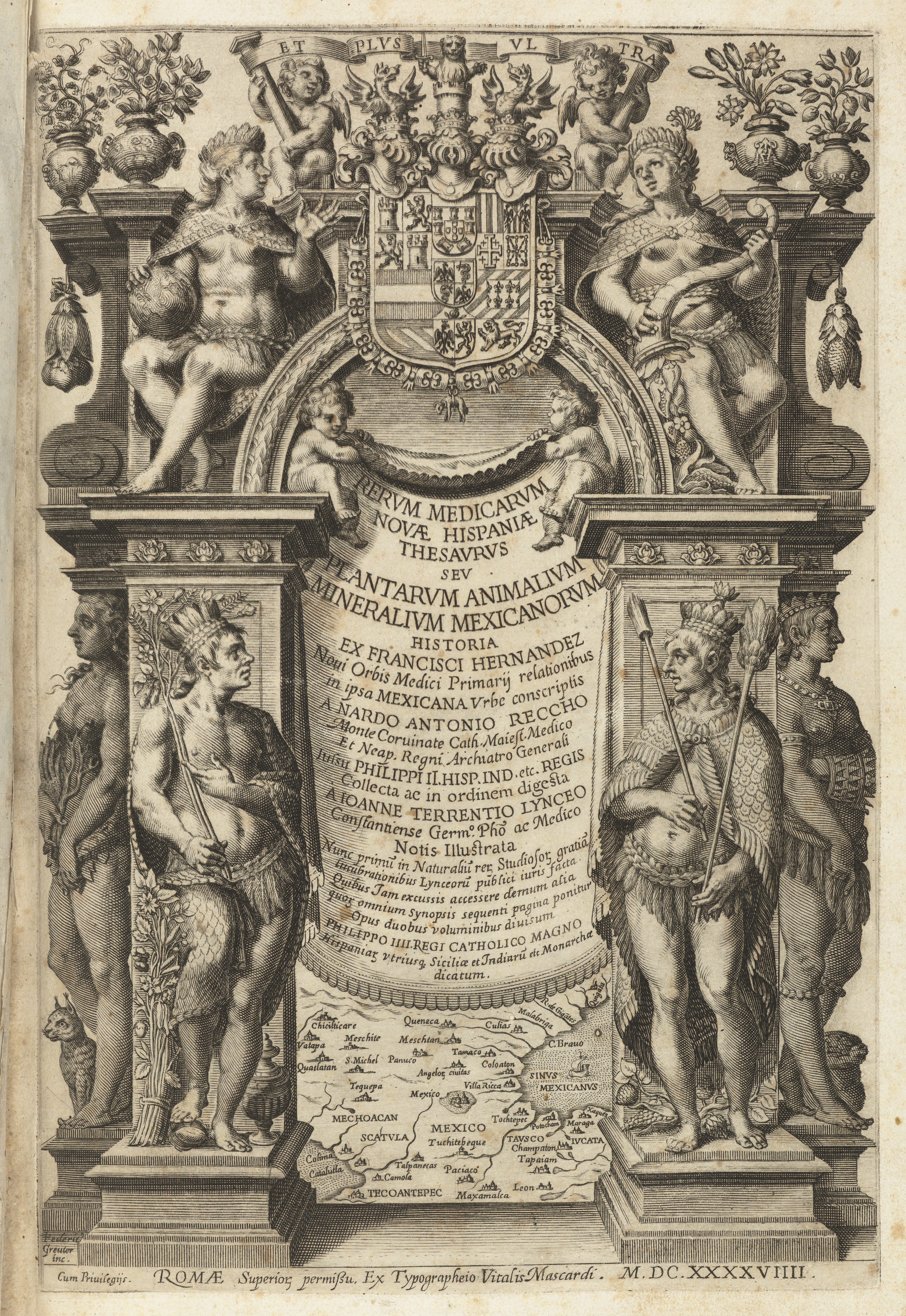
اصطلاح‌نامه دارویی اسپانیای جدید، یا، تاریخ گیاهان، حیوانات، و مواد معدنی مکزیک / از فرانسیسی هرناندز نوشته ناردو آنتونیو رککو جمع‌آوری و تنظیم شده‌است.

فرانسیسکو هرناندز د تولدو (به اسپانیایی: Francisco Hernández de Toledo) (زاده ۱۵۱۴ تولدو – درگذشته۲۸ ژانویه ۱۵۸۷مادرید) یک طبیعی‌دان و پزشک دربار پادشاه اسپانیا بود.
هرناندز در بین اولین جنبش رنسانس پزشکان اسپانیایی بود که اصول تنظیم شده توسط بقراط، جالینوس و ابن سینا را احیا کرده و بر اساس آن طبابت می‌کردند. هرناندز در دانشگاه الکالا پزشکی و گیاه‌شناسی مطالعه کرده و احتمالاً در شهرهای اسپانیا مسافرت کرده‌است همان‌طور که در آن زمان رایج بود و پزشکان از این طریق برای خودشان شهرتی دست و پا می‌کردند. پس از حرکت از سویل به همراه زن و فرزندانش، مدت کوتاهی در بیمارستانهای تولدو خدمت کرد و همان‌جا به خاطر مطالعاتش در گیاهان دارویی و ترجمه کتاب تاریخ طبیعی پلینیوس به زبان اسپانیایی معروف شد. در ۱۵۶۷ هرناندز پزشک خصوصی پادشاه اسپانیا فیلیپ دوم شد.

## سفرهای علمی به دنیای جدید
در سال ۱۵۷۰ به هرناندز دستور داده شد که اولین مأموریت علمی به دنیای جدید و مطالعه گیاهان دارویی ناحیه را شروع کند. همراه پسرش جُوان، به مدت ۷ سال مسافرت کرده، با مصاحبه با مردم بومی از طریق مترجم‌ها گونه‌های متفاوت را جمع‌آوری و طبقه‌بندی کرده
و مطالعات پزشکی در مکزیک را رهبری می‌کرد. او سه دستیار بومی داشت که نقاش بودند و تصاویر را آماده می‌کردند.